# Quebradillas
Quebradillas é uma municipalidade da ilha de Porto Rico, localizado na costa noroeste da costa do Oceano Atlântico, ao norte de San Sebastián, a leste de Isabela e oeste de Camuy. Quebradillas está espalhada por sete alas e Pueblo Quebradillas (O centro da cidade e do centro administrativo da cidade). É parte da Área Metropolitana de San Juan - Caguas - Guaynabo.
Quebradillas é chamado de "La Guarida del Pirata" (O Antro do Pirata).  Nos velhos tempos, antes de ser cidade, Quebradillas foi conhecido como um refugio para os piratas.  Uma praia bem conhecida na área, Puerto Hermina, é o lar de uma antiga estrutura conhecida por ter sido um esconderijo para piratas e seus contrabando.